# N-S 78 Polsko
Samostatný pěchotní srub těžkého opevnění N-S 78 Polsko byl součástí pevnostního systému předválečné Československé republiky. Srub se nachází nedaleko Dělostřelecké tvrze Dobrošov. Spolu se sruby N-S79 Hrobka a N-S71 V Sedle vytvářely zdvojenou linii před pevností Dobrošov.
Jedná se samostatný, pravostranný, dvoupodlažní pěchotní srub, postaven ve III. stupni odolnosti. Srub byl betonován ve dnech 13. – 19. prosince 1937 firmou Ing. Rudolfa Fryče z Bratislavy. Kubatura betonu dosáhla 1525 m³. Po Mnichovské dohodě Němci vytrhali střílny hlavních zbraní a oba zvony. Pro objekt se počítalo s osádkou 23 mužů. V současné době je objekt ve správě SPVH Dobrošov.

## Výzbroj
Hlavní zbraně srubu (pravá strana)
- L1 – protitankový kanón vz. 36 spřažený s těžkým kulometem vz. 37
- M – dvojče kulometů vz. 37 ve společné lafetě

další výzbroj
- 2 zbraně N – lehké kulomety vz. 26 k ochraně střílen hlavních zbraní a vchodu
- 2 lehké kulomety vz. 26 ve dvou zvonech určené k ochraně okolí objektu
- 2 granátové skluzy

## Přístup
- Od vesnice Dobrošov (zastávka MHD, nebo parkoviště Tvrze Dobrošov) pěšky po naučné stezce Pevnost Dobrošov.
- Od Lázní v Náchodě Bělovsi pěšky do kopce po zelené turistické značce a následně po naučné stezce Pevnost Dobrošov.

## Okolní objekty
- N-S 71 V sedle
- N-D-S 72 Můstek
- N-D-S 73 Jeřáb
- N-S 79 Hrobka